# Kikwit
Kikwit je glavni grad provincije Kwilu u Demokratskoj Republici Kongo. Leži na rijeci Kwilu, oko 400 km istočno od Kinshase, s kojom je povezan riječnim, cestovnim te zračnim prometom. Godine 1995. Kikwit i okolica bili su pogođeni epidemijom virusa Ebole.
Prema popisu iz 2004. godine, Kikwit je imao 294.210 stanovnika.

## Vanjske poveznice

### Ostali projekti
|  | Zajednički poslužitelj ima još gradiva o temi Kikwit |